# Tipula laterosetosa
Tipula laterosetosa är en tvåvingeart som beskrevs av Alexander 1931. Tipula laterosetosa ingår i släktet Tipula och familjen storharkrankar.
Artens utbredningsområde är Colombia. Inga underarter finns listade i Catalogue of Life.